# Związek Wyspiarzy

Cyklady

Związek Wyspiarzy (stgr. τὸ κοινὸν τῶν νησιωτῶν) – liga greckich miast-państw, obejmująca wyspy Cyklady na Morzu Egejskim. Związek został zorganizowany pod auspicjami Antygona Jednookiego ok. 314–313 p.n.e. i pozostawał pod kontrolą Antygonidów do ok. 287 p.n.e. Wówczas zwierzchnictwo nad nim przejęło Państwo Ptolemeuszy, do czasu aż utracili oni kontrolę nad tym regionem, a wówczas, około połowy III wieku p.n.e., Związek przestał istnieć. Najprawdopodobniej Poleis cykladzkie, z wyjątkiem kilku, które przeszły pod kontrolę Macedonii, zyskały niezależność. Około 200 p.n.e. Związek przywrócono, tym razem pod przywództwem Rodyjczyków, na około 30 lat, tj. do 167 p.n.e.

## Historia
Historia Związku Wyspiarzy pozostaje trudna do rekonstrukcji, ponieważ nie zachowały się żadne źródła pisane na jej temat, nie licząc epigrafiki.
W 314 lub 313 p.n.e. Antygon I Jednooki wysłał flotę pod dowództwem swojego krewnego Dioskurydesa na wyspy Morza Egejskiego, aby bronić ich przed flotą Ptolemeusza I i zapewnić sobie kontrolę w regionie. Jakkolwiek Związek nie pojawia się w źródłach przed 306 p.n.e., w historiografii przyjęło się wiązać jego powstanie z ekspedycją Dioskurydesa. Centrum Związku znajdowało się na wyspie Delos; liga wysp była wówczas zależna od Antygona, na którego cześć odbywały się tam coroczne igrzyska, Antigoneia, później na przemian z igrzyskami Dēmētrieia na cześć syna Antygona, Demetriusza Poliorketesa. Pomimo późniejszej klęski i śmierci Antygona w bitwie pod Ipsos w 301 p.n.e., Demetriusz zachował kontrolę nad większością floty Antygonidów, a tym samym utrzymał władzę nad Związkiem Wyspiarzy do ok. 287–286 p.n.e., kiedy został pokonany i pojmany przez Seleukosa I.
W rezultacie tamtych wydarzeń władza nad Związkiem przeszła w ręce Królestwa Ptolemeuszy, zaś igrzyska, które się tam odbywały, przemianowano na Sotēria Ptolemaia i Filadelfia na cześć Ptolemeusza I Sotera i jego syna Ptolemeusza II Filadelfosa.
Wyspy pozostawały pod kontrolą Ptolemeuszy mniej więcej do połowy III w. p.n.e. Ostatnie dowody dotyczące istnienia Związku pochodzą mniej więcej z drugiej ćwierci wieku; nie jest znany z imienia żaden nezjarcha Związku z okresu późniejszego niż ok. 260 p.n.e., wówczas także spadła znacznie poświadczona liczba darów przekazywanych przez Ptolemeuszy na rzecz Związku. Może to dowodzić, że Ptolemeusze utracili zwierzchnictwo nad tym rejonem albo podczas wojny chremonidyjskiej albo w wyniku drugiej wojny syryjskiej. Najpewniej było to pokłosiem klęsk morskich, jakie Egipt poniósł w tamtym okresie z rąk Macedończyków i Rodyjczyków w okolicach Kos, Efezu i Andros. Dokładne datowanie tych bitew nastręcza trudności.  
Najprawdopodobniej trudności Ptolemeuszy w regionie starali się wykorzystać Rodyjczycy, wykazując inicjatywę w kontaktach ze Związkiem i zawierając m.in. sojusz z mieszkańcami wyspy Ios. Później kontrola Egiptu została, po zakończeniu drugiej wojny syryjskiej, na krótki czas przywrócona, czego dowodzi fakt, że święta na cześć Ptolemeuszy ponownie obchodzono w 249 i 246 p.n.e. Jednak zgodnie z tezami Gary’ego Regera mogło to wynikać po części z lokalnej tradycji i pobożności, a niekoniecznie być refleksją rzeczywistej zależności politycznej.
Pozycja Ptolemeuszy w regionie osłabła znacznie po klęsce u wybrzeży wyspy Andros; ponadto mieli oni w owym okresie do zrealizowania inne cele strategiczne w Lewancie i Azji Mniejszej. W związku z tym Egipt zrezygnował z obecności w środkowej części Morza Egejskiego, z wyjątkiem Thery, gdzie utrzymywano garnizon. Niektórzy uczeni, jak William Woodthorpe Tarn i Maurice Holleaux, sugerowali, że wycofanie się Ptolemeuszy doprowadziło do przejęcia kontroli nad Cykladami przez Macedonię, podczas gdy inni, jak Hendrik van Gelder, czy P.M. Fraser i G.E. Bean, skłaniali się ku twierdzeniu, że realną władzę nad wyspami przejęli Rodyjczycy, albo bezpośrednio po wycofaniu się Egiptu, albo, co bardziej prawdopodobne, kilkadziesiąt lat później. Reger uważa z kolei, opierając się na dowodach epigraficznych i innych, że Macedończycy uzyskali wpływy na niektórych wyspach, jak Andros, Delos i być może Keos i Kythnos, zaś pozostałe wyspy dawnego Związku zyskały do końca stulecia polityczną autonomię.
W międzyczasie Rodos zyskało status naczelnej potęgi morskiej na Morzu Egejskim. W trosce o swoje interesy handlowe, zwłaszcza o handel zbożem, Rodyjczycy aktywnie zwalczali lokalnych piratów, takich jak Demetriusz z Faros, oraz angażowali się w walkę o wpływy przeciw poleis kreteńskim i Lidze Etolskiej; W 201 p.n.e., podczas wojny kreteńskiej, Filip V Macedoński na czele swojej floty podbił Cyklady, ale już w następnym roku Rodyjczycy zajęli większość wysp z wyjątkiem macedońskich wówczas Andros, Paros i Kythnos. W związku z dalszym osłabieniem Macedonii, m.in. w wyniku drugiej wojniy macedońskiej, Związek został wkrótce – dokładna data tego zdarzenia nie jest możliwa do ustalenia – uformowany na nowo, tym razem pod hegemonią Rodos. W przeciwieństwie do pierwotnego Związku, Drugi Związek Wyspiarzy wydaje się mieć charakter bardziej dobrowolny. Najprawdopodobniej Drugi Związek funkcjonował do trzeciej wojny macedońskiej i związanego z nią utracenia przez Rodos niepodległości; niektórzy historycy uważają, że mógł on zacząć się rozpadać wcześniej.

## Instytucje i członkowie

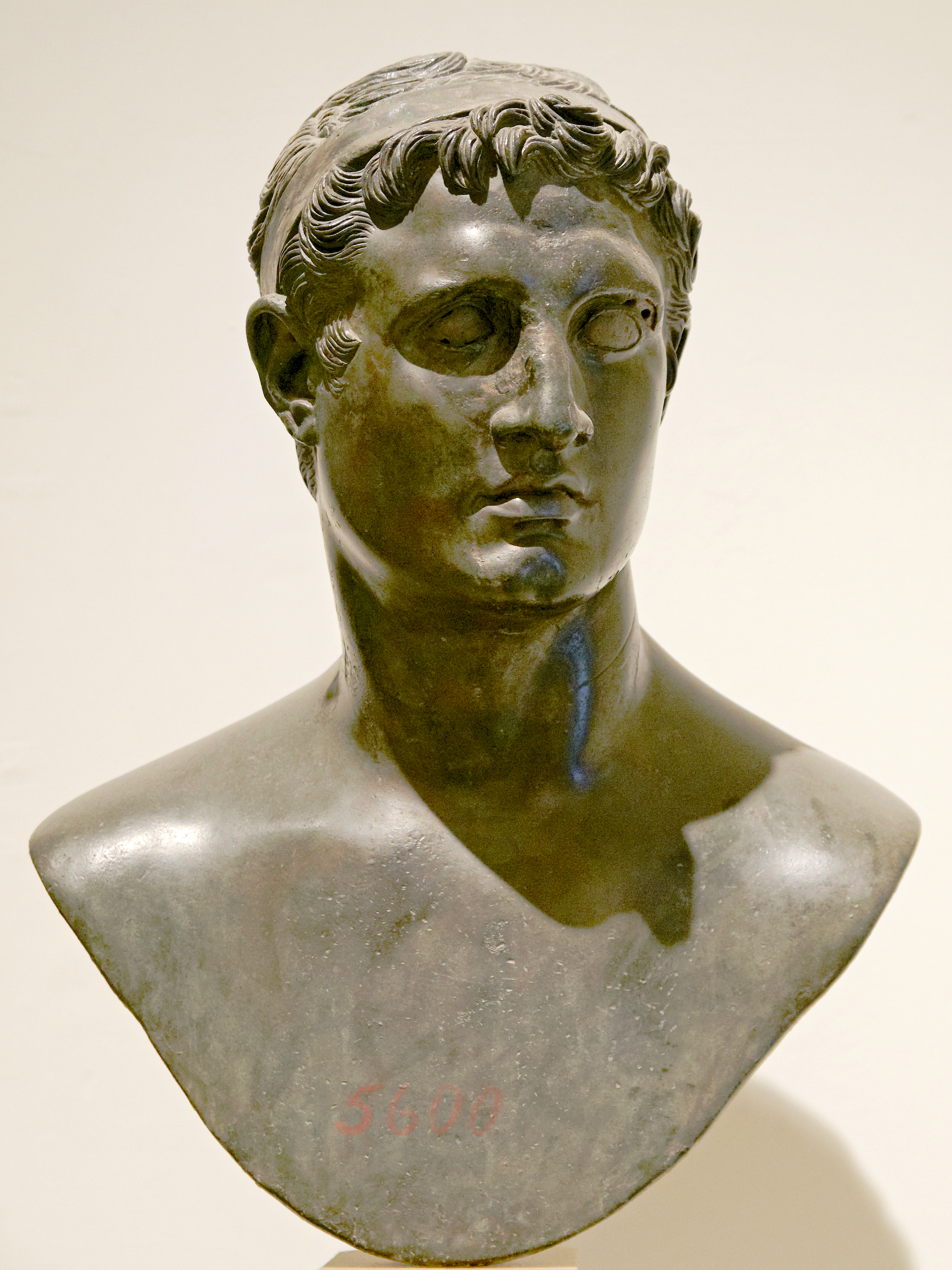
popiersie Ptolemeusza II Filadelfosa

Instytucje Związku okresu ptolemejskiego są stosunkowo dobrze poświadczone poprzez serię inskrypcji; informacje na temat instytucji tego okresu przyjęło się ekstrapolować także na okres panowania na Cykladach Antygonidów. Sposób zorganizowania Związku odbiegał od innych greckich związków poleis, przede wszystkim dlatego, że stworzony został nie z myślą o interesie jego członków, a dla spełniania interesów sprawującej nad nim kontrolę w danym okresie potęgi.
Pełna lista poleis należących do Związku Wyspiarzy nie jest możliwa do rekonstrukcji, z pewnością jednak obejmowała ona Mykonos, Kythnos, Keos i prawdopodobnie także Ios w czasach Antygona, podczas gdy Naxos, Andros, Amorgos i Paros poświadczone są jako członkowie Związku w czasach Ptolemeuszy. Niewykluczone, że do Związku należały też Samos i inne poleis z regionu Południowych Sporad. Badacz Walther Kolbe wysunął tezę, że Delos, mimo bycia formalnym centrum Związku, samo nie wchodziło w jego skład. Większość opracowań jednak traktuje Delos jako członka Związku.
Na czele Ligi stali nezjarcha (νησίαρχος, „władca wysp”) oraz rada. W przeciwieństwie do innych greckich związków, nie ma dowodów na istnienie w strukturach Związku Wyspiarzy zgromadzenia obywateli być może z uwagi na duże odległości dzielące poleis członkowskie.
Związek miał charakter silnie federalny, czego przykładem był fakt, że nadanie obywatelstwa przez któregokolwiek jego członka oznaczało automatycznie nadanie obywatelstwa we wszystkich pozostałych poleis członkowskich. Jakkolwiek nie istniała instytucja obywatelstwa Związku, to jednak sam Związek mógł nadać obywatelstwo obowiązujące na wszystkich wyspach członkowskich, podobnie jak prawa proksenii, prozodii i prawo azylu.
Centrum Związku w czasach Antygonidów i Ptolemeuszy była święta wyspa Delos, gdzie odbywały się doroczne święta i gdzie gromadził się synedrion (z wyjątkiem jednego znanego wyjątku, kiedy synedrion zwołano na Samos) i gdzie wydawano związkowe dekrety. W okresie rodyjskim, kiedy Delos nie było członkiem Ligi, synedrion zbierał się na wyspie Tenos.
Synedrion, jedyny kolektywny organ Związku, był swego rodzaju radą ustawodawczą z przedstawicielami mianowanymi przez państwa członkowskie. Ponieważ źródła nie wspominają o żadnym przewodniczącym synedrionu, prawdopodobnie funkcję tę pełnił nezjarcha. Synedrion przyznawał dobroczyńcom Związku honory i wyróżnienia, oraz pobierał zarówno regularne, jak i nadzwyczajne datki finansowe na utrzymanie wojska Związku i na wspólnie organizowane święta. Środkami tymi zarządzał skarbnik. Nadwyżki funduszy były przeznaczane na inne projekty, np. wyrycie dekretów Związku na stelach kamiennych.
Kolejnym przejawem federacyjnego charakteru Związku było to, że synedrion mógł nie tylko wymagać od swoich członków wkładów finansowych, ale także karać ich za nieprzestrzeganie przepisów W praktyce zarówno Związek, jak i jego członkowie często musieli uciekać się do zaciągania ze skarbca Sanktuarium Apolla na Delos pożyczek na pokrycie swoich wydatków. Prawdopodobnie synedrion wyznaczał również zarządców organizowanych przez siebie świąt i urzędników nadzorujących składanie ofiar na cześć Ptolemeusza Sotera Ptolemeusza Filadelfosa; ustanawiał ponadto arbitrów rozsądzających spory między członkami Związku.
Nezjarcha był mianowany przez króla-zwierzchnika Związku; był zazwyczaj osobą spoza Cyklad. Sprawował władzę wykonawczą; był odpowiedzialny za wykonywanie decyzji synedrionu zbieranie składek państw członkowskich, dowodzenie wojskami Związku i ochronę żeglugi na Morzu Egejskim. Niewielu spośród nich jest znanych z imienia: Apollodor, syn Apoloniusza, Bakchon i Hermias.
Historia Związku zna przypadki, kiedy jego suzereni bezpośrednio ingerowali w zarządzanie nim, niejednokrotnie nie respektując przy tym lokalnych praw. Ponadto zarówno Ptolemeusze, jak i później Rodyjczycy ustanawiali na niektórych wyspach, niezależnie od prerogatyw Związku, własnych mianowanych namiestników. Z kolei na niektórych wyspach równolegle z prawami Związku obowiązywały tradycyjne instytucje greckiej polis.